# Choc d'offre
Un choc d'offre est, en macroéconomie, un événement soudain qui fait augmenter ou diminuer temporairement l'offre pour les biens et services. Un choc d'offre positif fait augmenter l'offre ; un choc d'offre négatif fait diminuer l'offre. Le choc d'offre est donc une variation imprévue des conditions de production qui affecte les producteurs. Les chocs d'offre négatifs ont un impact contracyclique sur la croissance, les chocs de demande étant procycliques.

## Explication

### Analyse graphique
À court terme, un choc d'offre négatif fait reculer vers la gauche la courbe de l'offre, ce qui diminue la production et augmente le niveau des prix. Un choc d'offre positif déplace vers la droite la courbe d'offre, augmentant la production et faisant baisser les prix. Un choc d'offre positif peut être dû, par exemple, à l'irruption d'une nouvelle technologie qui rend la production plus efficace, et qui ainsi augmente la production. 

### Conséquences d'un choc d'offre
Si le choc d'offre positif entraîne une augmentation de l'inflation, il est possible que la banque centrale de la zone monétaire augmente le taux d'intérêt afin de faire baisser l'inflation, et ne l'abaisse ensuite que progressivement. Cela a alors comme conséquences des déficits publics et une stagflation. 
Un choc d'offre négatif augmente les coûts de production d'une entreprise et diminue leurs profits. Cela les amène à limiter leur production. L’État ne doit pas, en cas de choc d'offre négatif, répondre par une relance de la demande, car cela risquerait de se traduire par de l'inflation sans faire baisser le chômage (stagflation). Un choc d'offre doit se traduire par une hausse du chômage d'équilibre s'il n'est pas compensé par une baisse du salaire réel. 

## Histoire du débat théorique

### Les crises entre 1945 et 2002
Si les récessions sont le plus souvent causées par un choc de demande, les chocs d'offre ont des conséquences tout particulièrement dévastatrices sur une économie. Parmi les onze récessions que les États-Unis ont connu, huit sont le résultat de chocs de demande. Les deux crises causées par des chocs d'offre, ou par une combinaison entre choc d'offre et choc de demande, ont généré les taux de chômage les plus élevés de l'après-guerre.
Les chocs d'offre dus aux crises pétrolières dans les années 1970 causent le phénomène de stagflation et brisent la dynamique des Trente Glorieuses.

### Crise économique de 2007-2009
Une des raisons de la difficile gestion par les États-Unis de la crise économique de 2008 est que l'économie américaine était en récession début 2008 à cause d'un choc d'offre, plus difficile à traiter en matière de politique économique qu'un choc de demande. La récession courant 2008 puis en 2009 ajoute un choc de demande.

## Causes fréquentes
Un embargo sur un pays producteur de pétrole cause un choc d'offre négatif, réduisant l'offre de pétrole. Dans ce cas, à demande constante ou augmentant, le prix du pétrole augmente. Les chocs pétroliers sont tout à la fois des chocs d'offre et de demande : sur le volet choc d'offre, l'augmentation des prix affecte les entreprises en augmentant soudainement leurs coûts de production et en en faisant disparaître ; à cela s'ajoute le choc de demande, du fait de la perte de pouvoir d'achat des ménages qui les conduit à baisser leur consommation. Les chocs pétroliers restent cependant majoritairement des chocs d'offre. Ainsi du doublement du prix du baril de pétrole entre 2007 et 2009, qui a entraîné un net déplacement vers la gauche de la courbe d'offre.
Un tremblement de terre qui détruirait des entrepôts ou des usines serait destructeur en capital ; le capital étant nécessaire pour la production, une destruction du capital d'une entreprise cause pour elle un choc d'offre négatif, car elle l'empêche de produire.
L'arrivée de travailleurs immigrés, lorsqu'elle accroît le nombre de travailleurs, permet d'augmenter les capacités de production. C'est donc un choc d'offre positif. Ce fut le cas notamment en Allemagne à la suite de sa réunification et de l'influx de travailleurs venus de République démocratique allemande.